# 陳傑 (洪武進士)
陳傑（？—？），南直隶高邮州人。明朝政治人物、進士出身。

## 生平
洪武十八年，登進士，歷任官至凤翔府推官。